# Кипень, Василий Афанасьевич
Василий Афанасьевич Кипень (укр. Василь Панасович Кипень; 7 августа 1922 год, Кременчуг — 2 августа 2001 год, Кременчуг, Полтавская область, Украина) — передовик производства, слесарь Кременчугского автомобильного завода имени 50-летия Советской Украины, Полтавская область, Украинская ССР. Герой Социалистического Труда (1971).

## Биография
Родился 7 августа 1922 года в рабочей семье в Кременчуге. Получил среднее образование. С 1939 года работал на Запорожском авиационном заводе имени Баранова (сегодня — Запорожский авиаремонтный завод «МиГремонт»). После начала Великой Отечественной войны направлен в Качинскую авиационную школу имени Мясникова. С 1942 года — лётчик 737-го истребительного полка. Прошёл от боёв на Курской битвы до взятия Берлина. Участвовал в освобождении Киева, Софии, Белграда, взятии Будапешта и Бухареста.
После демобилизации преподавал военное дело и физкультуру в одной из средних школ в Волынской области, корреспондентом газеты «Большевистская правда» в городе Шевченково Харьковской области. С 1949 года — слесарь механосборочных работ на Кременчугском мостовом заводе (позднее — автомобильный завод). В своей трудовой деятельности применял рационализаторские методы, в результате чего производительность труда увеличилась на 31,7 %. Был инициатором заводского движения «Пятилетке эффективности и качества — рабочую гарантию на каждое рабочее место». Свои личные социалистические обязательства по выполнению планов пятилетки выполнил за 4 года и шесть месяцев. Указом Президиума Верховного Совета СССР от 5 апреля 1971 года «за выдающиеся успехи в выполнении заданий пятилетнего плана по развитию автомобильного транспорта» удостоен звания Героя Социалистического Труда с вручением ордена Ленина и золотой медали «Серп и Молот».
Работал на Кременчугском автомобильном заводе до выхода на пенсию. Скончался в Кременчуге в 2001 году. Похоронен на Свиштовском кладбище.

## Награды
- Орден Ленина — дважды (1971; 11.03.1976)
- Орден Красного Знамени (13.10.1944)
- Орден Отечественной войны 2 степени (11.03.1985)
- Орден «Знак Почёта» (22.08.1966)
- Медали